# Falla activa
En sismología, una falla activa es una falla geológica que generará un sismo en algún momento en un futuro cercano. Una falla es considerada activa si ha tenido algún evento sísmico reciente o evidencia de que haya ocurrido algún sismo en los últimos 10 000 años.
Una falla geológica activa es considerada un peligro geológico al estar relacionada con la posible generación de sismos, que pueden causar  movimientos en la corteza, deformaciones, deslizamientos, derrumbes, licuefacción y tsunamis.
Las fallas cuaternarias son las fallas que se han reconocido en la superficie terrestre y de las que hay evidencias de movimiento en los últimos 2 590 000 años, duración del periodo Cuaternario.
El estudio de las fallas activas está ligado a la tectónica, sismología, geodesia, geomorfología y otras disciplinas.

## Ubicación
Las fallas activas usualmente están localizadas en zonas activas de la corteza terrestre, tanto cerca de los bordes placas tectónicas como en zonas intraplaca afectadas por esfuerzos tectónicos.

## Medición
Varios métodos geológicos se usan para definir los límites de las placas tectónicas, como la teledetección y mediciones magnéticas. Existen otro tipo de fuentes como documentos históricos. La actividad de la falla y su localización determinan el riesgo que representa dicha falla para la población.